# FA Cup 1905-1906
La FA Cup 1905-06 fu la trentacinquesima edizione del torneo più antico del mondo.

## Calendario
| turno                           | Data                     |
| ------------------------------- | ------------------------ |
| Turno preliminare               | sabato 23 settembre 1905 |
| Primo turno di qualificazione   | sabato 7 ottobre 1905    |
| Secondo turno di qualificazione | sabato 28 ottobre 1905   |
| Terzo turno di qualificazione   | sabato 18 novembre 1905  |
| Quarto turno di qualificazione  | sabato 9 dicembre 1905   |
| Primo turno                     | sabato 13 gennaio 1906   |
| Secondo turno                   | sabato 3 febbraio 1906   |
| Ottavi                          | sabato 24 febbraio 1906  |
| Quarti                          | sabato 10 marzo 1906     |
| Semifinali                      | sabato 31 marzo 1906     |
| Finale                          | sabato 21 aprile 1906    |

## Primo turno
| Southampton         |
| Millwall            |
| Queens Park Rangers |
| Plymouth Argyle     |
| Fulham              |
| Reading             |

| Portsmouth        |
| Bristol Rovers    |
| West Ham United   |
| New Brompton      |
| Tottenham Hotspur |

32 partite vennero giocate sabato, 13 gennaio 1906.
| N°          | Casa                    | Punteggio | Trasferta               | Data            |
| ----------- | ----------------------- | --------- | ----------------------- | --------------- |
| 1           | Birmingham              | 1-0       | Preston North End       | 13 gennaio 1906 |
| 2           | Blackpool               | 1-1       | Crystal Palace          | 13 gennaio 1906 |
| Ripetizione | Crystal Palace          | 1-1       | Blackpool               | 17 gennaio 1906 |
| Ripetizione | Blackpool               | 1-0       | Crystal Palace          | 22 gennaio 1906 |
| 3           | Bury                    | 1-1       | Nottingham Forest       | 13 gennaio 1906 |
| Ripetizione | Nottingham Forest       | 6-2       | Bury                    | 17 gennaio 1906 |
| 4           | Liverpool               | 2-1       | Leicester Fosse         | 13 gennaio 1906 |
| 5           | Southampton             | 5-1       | Portsmouth              | 13 gennaio 1906 |
| 6           | Stoke                   | 1-0       | Blackburn               | 13 gennaio 1906 |
| 7           | Aston Villa             | 11-0      | King's Lynn             | 13 gennaio 1906 |
| 8           | Sheffield Wednesday     | 1-0       | Bristol Rovers          | 13 gennaio 1906 |
| 9           | Crewe Alexandra         | 1-1       | Barnsley                | 13 gennaio 1906 |
| Ripetizione | Barnsley                | 4-0       | Crewe Alexandra         | 18 gennaio 1906 |
| 10          | Middlesbrough           | 3-0       | Bolton Wanderers        | 13 gennaio 1906 |
| 11          | Sunderland              | 1-0       | Notts County            | 13 gennaio 1906 |
| 12          | Derby County            | 4-0       | Kettering               | 13 gennaio 1906 |
| 13          | Lincoln City            | 4-2       | Stockport County        | 13 gennaio 1906 |
| 14          | Burslem Port Vale       | 0-3       | Gainsborough Trinity    | 13 gennaio 1906 |
| 15          | Everton                 | 3-1       | West Bromwich Albion    | 13 gennaio 1906 |
| 16          | Sheffield United        | 4-1       | Manchester City         | 13 gennaio 1906 |
| 17          | Bishop Auckland         | 0-3       | Wolverhampton Wanderers | 13 gennaio 1906 |
| 18          | Woolwich Arsenal        | 1-1       | West Ham United         | 13 gennaio 1906 |
| Ripetizione | West Ham United         | 2-3       | Woolwich Arsenal        | 18 gennaio 1906 |
| 19          | Newcastle United        | 6-0       | Grimsby Town            | 13 gennaio 1906 |
| 20          | New Brompton            | 2-1       | Northampton Town        | 13 gennaio 1906 |
| 21          | Tottenham Hotspur       | 2-0       | Burnley                 | 13 gennaio 1906 |
| 22          | Fulham                  | 1-0       | Queens Park Rangers     | 13 gennaio 1906 |
| 23          | Brentford               | 2-1       | Bristol City            | 13 gennaio 1906 |
| 24          | Brighton & Hove Albion  | 3-0       | Swindon Town            | 13 gennaio 1906 |
| 25          | Manchester United       | 7-2       | Staple Hill             | 13 gennaio 1906 |
| 26          | Norwich City            | 1-1       | Tunbridge Wells Rangers | 13 gennaio 1906 |
| Ripetizione | Tunbridge Wells Rangers | 0-5       | Norwich City            | 17 gennaio 1906 |
| 27          | Bradford City           | 3-2       | Barrow                  | 13 gennaio 1906 |
| 28          | Millwall                | 1-0       | Burton United           | 13 gennaio 1906 |
| 29          | Hull City               | 0-1       | Reading                 | 13 gennaio 1906 |
| 30          | Clapton Orient          | 0-0       | Chesterfield            | 13 gennaio 1906 |
| Ripetizione | Chesterfield            | 3-0       | Clapton Orient          | 17 gennaio 1906 |
| 31          | New Crusaders           | 3-6       | Plymouth Argyle         | 13 gennaio 1906 |
| 32          | Worcester City          | 0-6       | Watford                 | 13 gennaio 1906 |

## Secondo turno
| N°          | Casa                   | Punteggio | Trasferta               | Data             |
| ----------- | ---------------------- | --------- | ----------------------- | ---------------- |
| 1           | Liverpool              | 1-0       | Barnsley                | 3 febbraio 1906  |
| 2           | Stoke                  | 0-1       | Birmingham              | 3 febbraio 1906  |
| 3           | Aston Villa            | 0-0       | Plymouth Argyle         | 3 febbraio 1906  |
| Ripetizione | Plymouth Argyle        | 1-5       | Aston Villa             | 7 febbraio 1906  |
| 4           | Sheffield Wednesday    | 1-1       | Millwall                | 3 febbraio 1906  |
| Ripetizione | Millwall               | 0-3       | Sheffield Wednesday     | 8 febbraio 1906  |
| 5           | Sunderland             | 1-1       | Gainsborough Trinity    | 3 febbraio 1906  |
| Ripetizione | Sunderland             | 3-0       | Gainsborough Trinity    | 7 febbraio 1906  |
| 6           | Derby County           | 0-0       | Newcastle United        | 3 febbraio 1906  |
| Ripetizione | Newcastle United       | 2-1       | Derby County            | 7 febbraio 1906  |
| 7           | Everton                | 3-0       | Chesterfield            | 3 febbraio 1906  |
| 8           | Sheffield United       | 1-2       | Blackpool               | 3 febbraio 1906  |
| 9           | Woolwich Arsenal       | 3-0       | Watford                 | 3 febbraio 1906  |
| 10          | New Brompton           | 0-0       | Southampton             | 3 febbraio 1906  |
| Ripetizione | Southampton            | 1-0       | New Brompton            | 7 febbraio 1906  |
| 11          | Tottenham Hotspur      | 3-2       | Reading                 | 3 febbraio 1906  |
| 12          | Fulham                 | 1-3       | Nottingham Forest       | 3 febbraio 1906  |
| 13          | Brentford              | 3-0       | Lincoln City            | 3 febbraio 1906  |
| 14          | Brighton & Hove Albion | 1-1       | Middlesbrough           | 3 febbraio 1906  |
| Ripetizione | Middlesbrough          | 1-1       | Brighton & Hove Albion  | 7 febbraio 1906  |
| Ripetizione | Brighton & Hove Albion | 1-3       | Middlesbrough           | 12 febbraio 1906 |
| 15          | Manchester United      | 3-0       | Norwich City            | 3 febbraio 1906  |
| 16          | Bradford City          | 5-0       | Wolverhampton Wanderers | 3 febbraio 1906  |

## Ottavi
Le otto partite degli ottavi di finale vennero giocate sabate 24 febbraio 1906. Solo un ottavo terminò con il pareggio e si dovette giocare un Replay, giocato nella settimana successiva nei giorni infrasettimanali.
| N°          | Casa                | Punteggio | Trasferta         | Data             |
| ----------- | ------------------- | --------- | ----------------- | ---------------- |
| 1           | Liverpool           | 2-0       | Brentford         | 24 febbraio 1906 |
| 2           | Southampton         | 6-1       | Middlesbrough     | 24 febbraio 1906 |
| 3           | Sheffield Wednesday | 4-1       | Nottingham Forest | 24 febbraio 1906 |
| 4           | Everton             | 1-0       | Bradford City     | 24 febbraio 1906 |
| 5           | Woolwich Arsenal    | 5-0       | Sunderland        | 24 febbraio 1906 |
| 6           | Newcastle United    | 5-0       | Blackpool         | 24 febbraio 1906 |
| 7           | Tottenham Hotspur   | 1-1       | Birmingham        | 24 febbraio 1906 |
| Ripetizione | Birmingham          | 2-0       | Tottenham Hotspur | 28 febbraio 1906 |
| 8           | Manchester United   | 5-1       | Aston Villa       | 24 febbraio 1906 |

## Quarti
| N°          | Casa              | Punteggio | Trasferta           | Data          |
| ----------- | ----------------- | --------- | ------------------- | ------------- |
| 1           | Birmingham        | 2-2       | Newcastle United    | 10 marzo 1906 |
| Ripetizione | Newcastle United  | 3-0       | Birmingham          | 14 marzo 1906 |
| 2           | Liverpool         | 3-0       | Southampton         | 10 marzo 1906 |
| 3           | Everton           | 4-3       | Sheffield Wednesday | 10 marzo 1906 |
| 4           | Manchester United | 2-3       | Woolwich Arsenal    | 10 marzo 1906 |

## Semifinali
| Birmingham 31 marzo 1906, ore 15:00 | Everton | 2 – 0 | Liverpool | Villa Park |

| Stoke 31 marzo 1906, ore 15:00 | Newcastle United | 2 – 0 | Woolwich Arsenal | Victoria Ground |

## Finale
| Arbitro: | F. Kirkham (Preston) |

|           |           |  |
| Young 77’ | Marcatori |  |

| Everton | Newcastle United |